# طواف إسبانيا 1956
طواف إسبانيا 1956 هو سباق دراجات هوائية أقيم بتاريخ 29 أبريل – 13 مايو، تكون السباق من 17 مرحلة وامتدّ لمسافة 3537 كم بسرعة 33.48 كم/س، استغرق السباق 105 ساعة 37 دقيقة 52 ثانية. فاز به الإيطالي أنجيلو كونطيرنو وحلّ ثانيا خيسوس لورونيو.

## الترتيب
| م                     | الدرّاج            | البلد   | الزمن                      |
| --------------------- | ----------------- | ------- | -------------------------- |
| الفائز بالترتيب العام | أنجيلو كونطيرنو   | إيطاليا | 105 ساعة 37 دقيقة 52 ثانية |
| الثاني                | خيسوس لورونيو     | إسبانيا |                            |
| حسب النقاط            | ريك فان ستينبرجين | بلجيكا  | -                          |